# Soitsambu
Soitsambu (auch Soit Sambu oder Soit-Sambu) ist ein Verwaltungsbezirk (Ward) des Distrikts Ngorongoro in der tansanischen Region Arusha.

## Geografie
Soitsambu liegt im Norden von Tansania an der Grenze zu Kenia. Der größte Fluss ist der Oloipiri, der in Kenia entspringt und über den Orangi in den Victoriasee mündet.
Der Bezirk grenzt im Norden an Ololosokwan, im Nordosten an Kenia, im Osten an Enguserosambu, Orgosorok und Oloirien, im Süden an Maalon und im Westen an den Distrikt Serengeti der Region Mara. Er hat eine Fläche von 505 Quadratkilometern. Bei der Volkszählung 2022 lebten hier 16.899 Menschen in 3334 Haushalten.

## Gliederung
Soitsambu besteht aus drei Gemeinden (Mtaa) mit 15 Orten (Kitongoji):
| Kirtalo - Naidikidiko - Irimisigyo - Empopong - Olosirwa | Mondorosi - Ochoki - Olepolosi - Mondoros - Enadooshoke | Soitsambu - Emborom - Mondoros - Empoponja - Njoroi - Sukenya - Kirtalo - Enadoshoke |

## Wirtschaft und Infrastruktur
- Gesundheit: In Soitsambu gibt es eine private Apotheke, die auch kleine chirurgische Eingriffe durchführt.[8]
- Bildung: Die Soitsambu Secondary School ist eine staatliche weiterführende Schule mit einer Ausbildung bis zur 4. Stufe.[9]